# KFOX-TV
KFOX-TV（チャンネル14）は、アメリカ・テキサス州エルパソにあるテレビ局で、FOXネットワークと提携している。デュアルCBS/マイネットワークTV系列のKDBC-TV（チャンネル4）と共にシンクレア・ブロードキャスト・グループによって所有されている。両局はエルパソ北西部のサウス・アルト・メサ・ドライブ（South Alto Mesa Drive）にあるスタジオを共有しているが、KFOX-TVの送信所はエルパソ市境のフランクリン山地の頂上にある。
何年にもわたってケーブルでキリスト教番組を放映した後、1979年にエルパソ初の非ネットワークテレビ局として設立されたKFOXは、KCIKとして財政的に苦戦し、世俗的な娯楽番組を導入した。2つのキリスト教団体が所有していたが、この方針を継続し、1986年にFOXと提携した。新しい所属で繁栄し、1997年にコックス・テレビジョンに売却された後、ローカルニュースを導入した。シンクレアは、2013年にKFOXとKDBCを別々の取引で買収し、両社の事業を統合した。

## 歴史

### 開局と初期
エルパソのチャンネル14で信号が放送される6年前、1973年にエルパソのケーブルシステムで、インターナショナル・クリスチャン・テレビジョン（International Christian Television、ICT）として知られるキリスト教のテレビ局が開設され、KFOXの基礎が築かれた。ピート・ウォーレンとアレックス・ブロマースが率いるミッショナリー・ラジオ・エヴァンゲリズム株式会社（Missionary Radio Evangelism, Inc.、MRE）として知られる会社によって運営され、1974年にケーブルチャンネル8で週7日テレビ放送を開始した。同年、同社は最初の移動式制作バンを購入した。1974年半ばには、飛躍する能力を構築することを目的として寄付を募っていた寄付者のクラブ「1400クラブ（1400 Club）」はエルパソでUHFチャンネル14を構築することを目指していた。資金調達のために募金活動も行った。
1976年5月24日、ミッショナリー・ラジオ・エヴァンゲリズムは連邦通信委員会（FCC）にチャンネル14の建設許可を正式に申請し、12月23日に許可された。ICT/MREは、許可を得た後、1977年のイースターの開局を約束したが、視聴者はそれよりも長く待たなければならなかった。1978年3月、最近、送信サイトなしでKELP-TV（KVIA-TVに改名）を売却したジョン・ウォルトン（John Walton）が所有するフランクリン山地のタワーのリースに署名した。この高さ308-フート (94 m)の塔は、既に双方向の無線通信に使用されていたため、路面電車でアクセスする必要があった。
設置後、アンテナが損傷していることが判明し、修理のために工場に送り返さなければならなかったために6週間の後退に対処した後、建設は1979年7月までに完了し、ICTのケーブルチャンネル8は1979年8月1日に新しいKCIK（「Christ is King（キリストは王である）」）に正式に組み込まれた。当初から、『The 700 Club』や『The PTL Club』などのキリスト教番組と共に、世俗的なエンターテインメントやスポーツを提供していた。
KCIKはすぐに成功したわけではない。1981年までに、ミッショナリー・ラジオ・エヴァンゲリズムは財政難に直面し、地元の支援が不十分であることを理由に、テレビ局の購入者を募った。バージニア州を本拠地とし、クリスチャン・ブロードキャスティング・ネットワークで全国的な番組を放送していたロック教会（Rock Church）は、チャンネル14を購入する交渉に入った。エルパソやメキシコとの国境を越えたシウダー・フアレスの視聴者に届くように、バイリンガルのキリスト教徒のラインナップで放送局を運営しようとした。しかし、交渉はうまくいかなかった。ロック教会牧師のジョン・ギメネスは、同年12月の初めにMREによってマネージャーとして連れてこられた。しかし、KCIKの取締役会はすぐにこれが誤りであることに気付いた。これは、FCCによって禁止されている、申請なしのロック教会への時期尚早な支配権の譲渡を意味し、彼は任命から数時間以内に辞任した。最終的に、教会が放送局の運営費を賄うことができず、責任を負うことを望まなかったため、ロック教会の入札は崩壊した。

### デ・ランス、モルデリグ、コックス時代
ミッショナリー・ラジオ・エヴァンゲリズムは、依然として負債と「キャッシュフローの問題」と呼ばれるものに直面していたが、買い手を探し続け、ミルウォーキーのカトリック組織であるデ・ランス財団が1982年にKCIKの20%を取得し、残りを購入するオプションを付けた。これは、デ・ランスが所有する最初の放送局であり、フルタイムの世俗的な独立局に移行したことを示している。デ・ランスは1983年に残りを取得した。
新しい所有者は、KVIA-TVがスケジュールから外した際に『ナイトライン』を放映するなど、番組編成の強化に乗り出した。宗教番組をさらに軽視する戦略に転換した後、1986年にKCIK-TVはFOXのチャーター提携として契約し、ゼネラルマネージャーは「負けない状況」と呼んだ。FOXは当初、殆ど番組を提供していなかったため、放送局自体はより強力な「独立した外観」を持つ独立したものであると考えていた。 
デ・ランス財団は、ロサンゼルス市場のKIHS-TVという別の放送施設でのカトリックテレビ番組の有名な失敗の後、放送からの撤退を開始した。1982年に500万ドルを支払った後、6年後に同じ価格で赤字で売却し、ゼネラルマネージャーによると、「角を曲がった」時に他のテレビ局を所有していなかったニューヨークのジョン・モルデリグ（John Mulderrig）とベティ・アン・モルデリグ（Betty Ann Mulderrig）に売却した。モルデリグは以前、ニューヨーク市地域のWWOR-TVの幹部だった。KCIK-TVは、アメリカで最高の評価を得た独立放送局の1つとなった期間に評価を掲載し、1987年に初めて収益を上げた。同ネットワークへの接続を強化するために、1994年初頭にコールレターをKFOX-TVに変更した。マルデリグは同年後半にKFOXをノース・メサ・ストリート6004番地（6004 North Mesa Street）の元コロナド銀行（Coronado Bank）の建物に移し、スタントン・ストリート（Stanton Street）の初代スタジオを大きくし過ぎた。

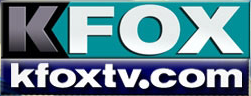
1999年から2008年まで使用されたKFOXのロゴ。

1996年、マルデリグはKFOX-TVを2,100万ドルでコックス・テレビジョンに売却し、KFOXと同ネットワークの成長を見てきた8年間の所有権を終了した。コックスは1997年にエルパソでローカルのニュースルームを始めた。

### シンクレアが買収、KDBCと合併
2012年7月20日、コックスがジャクソンビルとオクラホマ州タルサの4つのテレビ局をニューポート・テレビジョンから買収した翌日、コックスはKFOX-TVと他の3つのテレビ事業を小規模な市場（ペンシルバニア州ジョンズタウン、オハイオ州スチューベンビル、ネバダ州リノ）に置き、いくつかのラジオ局を中規模から小規模な市場に売りに出した。2013年2月25日、コックスは4つのテレビ局をシンクレア・ブロードキャスト・グループに売却すると発表した。売却は同年4月29日にFCCによって承認され、5月2日に完了した。
同年4月、タイタンTVブロードキャスト・グループ（Titan TV Broadcast Group）は、CBS提携局のKDBC-TVをシンクレアのパートナー企業の1つであり、シンクレアの創設者であるジュリアン・シンクレア・スミス（Julian Sinclair Smith）の家族が保有する一連の信託を通じて、シンクレアによって実質的に管理されているカニンガム・ブロードキャスティングに売却することを申請した。KFOX-TVやKDBC-TVなどの2つの4大ネットワーク系列は、通常、市場の上位4局のように共通の直接所有権を持つことは許可されないが、KINT-TVとKTDOはどちらもKDBC-TVを上回り、KFOX-TVは1日の合計視聴率で6位であり、2013年10月1日に完了した取引でシンクレアが両方の局を完全に所有することをFCCが承認した。
2014年、シンクレアは2つの放送局を収容するための新しいスタジオ施設を購入して装備した。KDBCのニュースは、競合するKTSM-TVのスタジオから制作されたもので、当時、同局には2人の専任スタッフしかいなかった。 

## ニュース運用
コックスがKFOX-TVを引き継ぐとすぐに、ローカルのニュース番組が制作中であることが明らかになった。1997年まで、新しい機器の注文、ニュースルームの建設、才能ある人材の採用などの作業が行われた。『KFOX News at Nine』は、平日夜に1時間、週末に30分間放送され、同年9月15日に市場初のプライムタイムのローカルニュース番組としてデビューした。初代オンエアアンカーの殆どは、市場の外から雇われた。
2004年1月、朝のニュース番組『KFOX Morning News』を開始した。KFOXのラスクルーセス支局で以前リポーターを務めていたベン・スワンは、最初のアンカーの1人として採用された。当初は3時間の長さだったが、2016年1月に4時間が追加された。KFOX最初の夕方のニュース放送は、2008年に開始された18:00だったが、2010年に17:00に変更された。

## 技術情報

### サブチャンネル
デジタル信号は多重化されている。
| チャンネル | 解像度 | アスペクト比 | ショートネーム | 番組編成              |
| ---------- | ------ | ------------ | -------------- | --------------------- |
| 14.1       | 720p   | 16:9         | FOX            | メインKFOX-TV番組/FOX |
| 14.2       | 480i   | 16:9         | Comet          | コメット              |
| 14.3       | 480i   | 16:9         | Charge!        | チャージ!             |
| 14.4       | 480i   | 16:9         | Stadium        | スタジアム            |

### アナログからデジタルへの変換
KFOX-TVは、2003年1月にデジタルテレビ信号の送信を開始した。アメリカのフルパワーテレビ局が連邦政府の指令の下でアナログ放送からデジタル放送に移行した公式の日付である2009年6月12日深夜に、UHFチャンネル14を介してアナログ信号をシャットダウンした。KFOXのデジタル信号は、移行前のUHFチャンネル15のままだった。SAFER法の一環として、KFOXは同年7月12日までアナログ信号を放送し続け、全米放送事業者協会からの一連の公共サービスアナウンスメントを通じて視聴者にデジタルテレビへの移行を知らせた。